# واله دی مادالونی
واله دی مادالونی (به ایتالیایی: Valle di Maddaloni) یک کومونه در ایتالیا است که در استان کسرتا واقع شده‌است. واله دی مادالونی ۱۰٫۸ کیلومتر مربع مساحت و ۲٬۷۴۲ نفر جمعیت دارد و ۱۵۶ متر بالاتر از سطح دریا واقع شده‌است.